# Strada statale 580 di Ginosa
La ex strada statale 580 di Ginosa (SS 580), ora strada provinciale ex SS 580 Laterza - Ginosa Marina (SP ex SS 580), è una strada provinciale italiana che si sviluppa nella Provincia di Taranto.

## Storia
La strada è stata istituita con decreto ministeriale dei lavori pubblici del 28/11/1968 già approvato con il piano delle strada statali approvato nel 1959 con il seguente percorso : "innesto strada statale n. 7 presso Laterza - Ginosa - innesto strada statale 106 progressiva chilometrica 457+905"

## Percorso
La strada ha inizio nel centro abitato di Laterza, staccandosi dal vecchio tracciato della strada statale 7 Via Appia; attualmente la statale evita il centro abitato con il nuovo tracciato in variante. L'arteria prosegue quindi in direzione sud-ovest raggiungendo Ginosa, salvo continuare verso sud-est verso la costa, innestandosi sulla strada statale 106 Jonica non lontano da Marina di Ginosa.
In seguito al decreto legislativo n. 112 del 1998, dal 2001 la gestione è passata dall'ANAS alla Regione Puglia, che ha provveduto al trasferimento dell'infrastruttura al demanio della Provincia di Taranto.

## Tracciato
| di Ginosa Laterza - Marina di Ginosa |                                         |        |      |
| Tipo                                 | Uscita                                  | km     | Note |
|                                      | 603,800                                 | 0,000  |      |
|                                      | SP20 per Gioia del Colle                | 0,150  |      |
|                                      | SP 16                                   | 3,400  |      |
|                                      | SP 15 - Gravina di Laterza              | 3,800  |      |
|                                      | Laterza                                 | 3,900  |      |
|                                      | SP 8                                    | 4,300  |      |
|                                      | Ginosa - Gravina di Ginosa              | 11,400 |      |
|                                      | SP 1                                    | 11,500 |      |
|                                      | SP 7 per Cavese                         | 12,600 |      |
|                                      | SP 2                                    | 12,900 |      |
|                                      | SP 9                                    | 20,700 |      |
|                                      | SP 10 - Castellaneta - Contrada Pantano | 20,300 |      |
|                                      | Marina di Ginosa                        | 28,700 | E90  |